# Araneus apiculatus
Araneus apiculatus är en spindelart som först beskrevs av Tamerlan Thorell 1895. Araneus apiculatus ingår i släktet Araneus och familjen hjulspindlar.
Artens utbredningsområde är Myanmar. Inga underarter finns listade i Catalogue of Life.